# Costișa (Tănăsoaia), Vrancea
Costișa (în trecut, Valea Rea de Jos) este un sat în comuna Tănăsoaia din județul Vrancea, Moldova, România.
Satul este situat pe o culme de deal la altitudinea de 211 m, la aproximativ 3 km de centrul comunei Tănăsoaia.
Comuna, intrând în modernizare, după integrarea în Uniunea Europeană, a asfaltat toate drumurile comunale către centrele satelor aparținătoare. Pe lângă modernizarea drumului, în sat, s-a mai construit o școală nouă, pe locația celei vechi, distrusă de trecerea timpului. Proiectele viitoare constau în alimentarea cu apă potabilă a satului și introducerea canalizării.
Zona este o regiune agricolă 100%, fără nici un tip de industrie, locuitorii practicând agricultura de subzistență. Principala cultură agricolă este cea a porumbului, cartofului și a viței de vie. Creșterea animalelor ocupă și ea un loc important în economia satului.
Casele sunt vechi, din chirpici, unele trecând și centenarul. Satul are aproximativ 40 de gospodării. Ca peste tot in România și satul Costișa a fost lovit de migrarea locuitorilor către orașe, cele mai apropiate fiind Podu Turcului și Tecuci. Nu dispune de dispensar propriu, nici de post de poliție.